# Yaoi

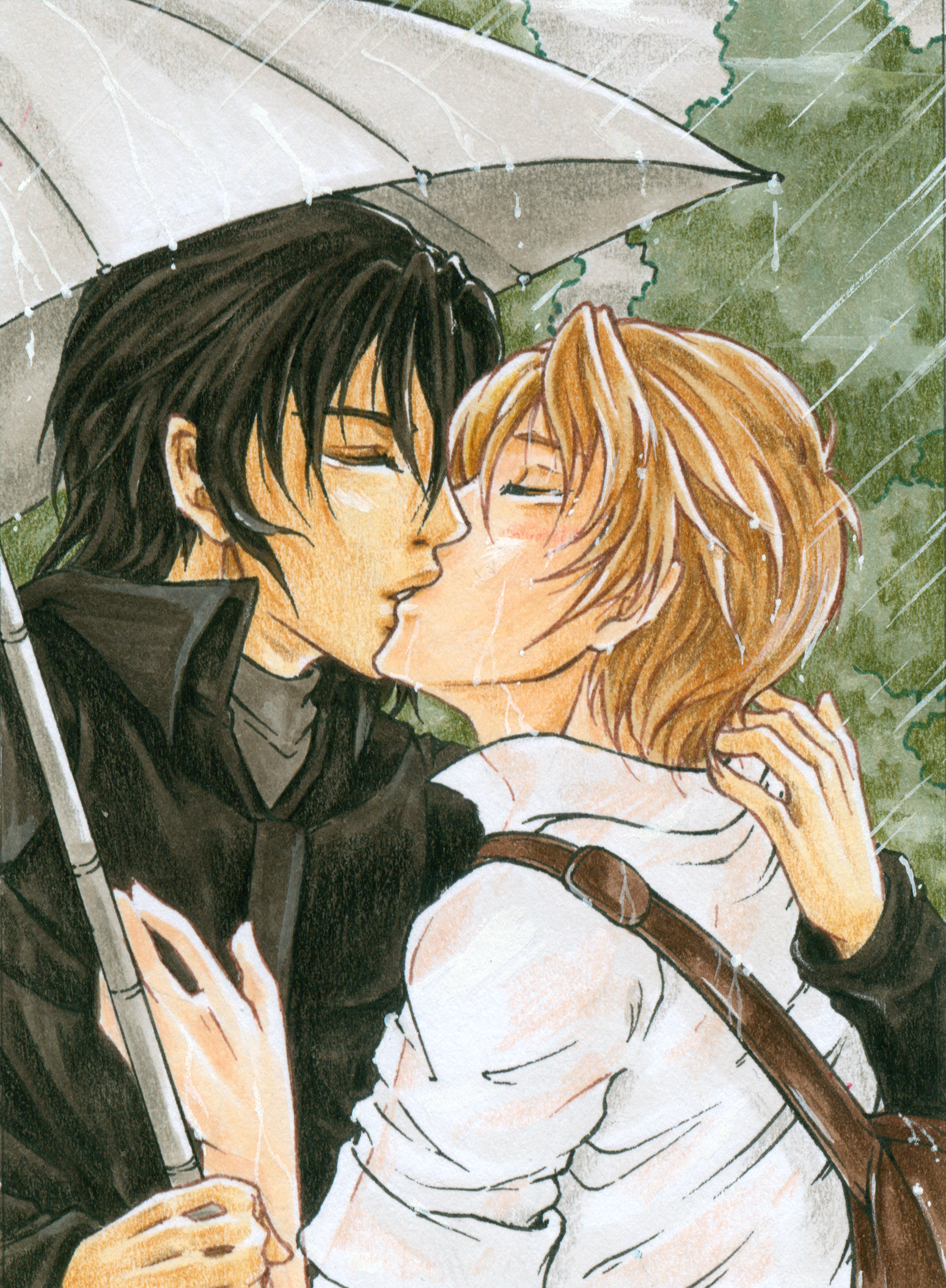

Yaoi (やおい) (fonetisch: /Jaowi/) is manga of fan-art over liefdesrelaties tussen mannelijke figuren. Het is vergelijkbaar met shōnen-ai, maar dan met meer expliciete seks. Omdat het historisch op de markt gebracht werd voor een vrouwenpubliek is het genre vooral populair bij vrouwen maar het heeft ook bekendheid bij mannen. Het equivalent voor vrouwelijke liefde wordt yuri-art genoemd.
Het woord Yaoi komt uit het Japans en refereerde oorspronkelijk aan exemplaren van fanmanga (zoals dōjinshi) die de homoseksuele relaties centraal stelden, in het bijzonder twee bishōnen - het manga-equivalent van slash. Het wordt in het Japans uitgesproken met drie korte lettergrepen - Ya - O - I - en is een acroniem van 「ヤマなし、オチなし、意味なし」 (yama nashi, ochi nashi, imi nashi - geen climax, geen punchline, geen betekenis).